# Plainville, Eure
Plainville är en kommun i departementet Eure i regionen Normandie i norra Frankrike. Kommunen ligger i kantonen Bernay-Ouest som tillhör arrondissementet Bernay. År 2022 hade Plainville 206 invånare.

## Befolkningsutveckling
Antalet invånare i kommunen Plainville
Referens:INSEE